# Comté de Winnebago (Illinois)
Pour les articles homonymes, voir Comté de Winnebago.
Le comté de Winnebago est un comté situé dans l'État de l'Illinois aux États-Unis. En 2000, la population s'élevait à 278 418 habitants. Son siège est Rockford.

## Géographie
D'après le Bureau du recensement des États-Unis, le comté a une surface totale de 1345 km² (519 mi²) dont 1 331 km2 (514 mi²) sont des terres et 14 km2 (6 mi²) soit 1,07 % de l'eau.

### Comtés adjacents
| Nord-Ouest : Comté de Green (Wisconsin) | Nord: Comté de Rock (Wisconsin) |                                     |
| Ouest: Comté de Stephenson              | Comté de Winnebago              | Est: Comté de Boone (Illinois)      |
|                                         | Sud: Comté d'Ogle               | Sud-Est: Comté de DeKalb (Illinois) |

## Histoire
Le comté de Winnebago a été fondé en 1836. Il a été nommé d'après la tribu amérindienne des Winnebagos.

## Démographie
D'après un recensement de 2000, il y a 278 418 personnes dans le comté, dont 107 980 ménages, et 73 642 familles résident dans la ville. La densité est de 209 personnes/km²
Le Bureau du recensement des États-Unis a établi que la répartition communautaire de la population était la suivante :
| Communauté                                    | Pourcentage de la population |
| --------------------------------------------- | ---------------------------- |
| blancs                                        | 82,46 %                      |
| Afro-Américains                               | 10,53 %                      |
| Asiatiques                                    | 1,72 %                       |
| Amérindiens                                   | 0,29 %                       |
| insulaires du Pacifique                       | 0,04 %                       |
| autres communautés                            | 3,11 %                       |
| personnes appartenant à plus d'une communauté | 1,86 %                       |
| Hispaniques                                   | 6,90 %                       |

La répartition de la population par origine est la suivante : 20,8 % d'origine allemande, 9,2 % d'origine suédoise, 8,9 % d'origine irlandaise, 7,3 % d'origine italienne, 6,6 % d'origine anglaise et 6,1 % d'origine américaine d'après le Recensement des États-Unis de 2000.
Sur les 107 980 ménages, 32,90 % ont un enfant de moins de 18 ans, 52,3 % sont des couples mariés, 11,8 % n'ont pas de maris présents, et 31,8 % ne sont pas des familles. 26,3 % de ces ménages sont faits d'une personne dont 9,6 % d'une personne de 65 ou plus.
| Tranches d'âge  | Pourcentage de la population |
| --------------- | ---------------------------- |
| moins de 18 ans | 26,4 %                       |
| de 18 à 24 ans  | 8,4 %                        |
| de 25 à 44 ans  | 29,8 %                       |
| de 45 à 64 ans  | 22,7 %                       |
| 65 ans ou plus  | 12,7 %                       |

L'âge moyen de la population est de 36 ans. Pour 100 femmes il y 95,8 hommes. Pour 100 femmes de 18 ou plus, il y a 92,6 hommes.
Le revenu moyen d'un ménage est de $43 886, et celui d'une famille de $52 456. Les hommes ont un revenu moyen de $40 289 contre $25 942 pour les femmes. Le revenu moyen par tête est de $21 194. Près de 6,9 % des familles et 9,6 % de la population vit en dessous du seuil de pauvreté, dont 12,9 % de ceux en dessous de 18 ans et 6,8 % de ceux de 65 et plus.

## Villes,townsettownships
| - Villes et Towns : - Argyle - Cherry Valley - Durand - Harrison - Lake Summerset | - Loves Park - Machesney Park - New Milford - Pecatonica - Rockford - Rockton | - Roscoe - Seward - Shirland - South Beloit - Winnebago | - Townships : - Burritt - Cherry Valley - Durand - Harlem - Harrison | - Laona - Owen - Pecatonica - Rockford - Rockton - Roscoe | - Seward - Shirland - Winnebago |

## Transports
- Aéroport international de Rockford/Chicago